# Fürstentum Krotoszyn
Das Fürstentum Krotoszyn war eine Standesherrschaft der Familie Thurn und Taxis mit Hauptort Krotoszyn.

## Herrschaft Krotoszyn
Die Herrschaft Krotoszyn war eine der größten Magnaten-Besitzungen in Polen. Sie bestand aus der Stadt Krotoszyn mit einem
Vorwerk sowie den Dörfern Osusz, Stary Krotoszyn, Nowy Folwark, Bożacin, Dzielice, Durzyn, Lutogniew, Wróżewy, Bożacin, Benice, Raciborów, Ustków, Rozdrażew, Trzemeszno, Grembowo, Maciejewo, Nową Wieś, Korytnica, Ligota, Orpiszew, Świnków, Janków, Roszki, Kobierno, Tomice, Dąbrowa, Brzoza, Smuszew, Biatki und Gorzupia.
Die Herrschaft Krotoszyn wurde am 4. Oktober 1779 von Józef Potocki für 26.000 ungarische Dukaten verkauft und der Kaufvertrag am 11. November 1779 durch den polnischen König bestätigt. Der Käufer, Stanisław Gadomski, war ein Strohmann, da die Herrschaft nur an einen Käufer mit polnischen Indigenatsrecht verkauft werden durften. Eigentlicher Käufer war Friedrich Christoph von Görne. Die Mittel hierzu stammten aus der Seehandlungsgesellschaft. Um den Kauf kam es zu einem Rechtsstreit, der damit endete, dass Görne zu einer weiteren Zahlung von 20.000 Dukaten verpflichtet wurde.
1781 wurde von Görne verhaftet und die Herrschaft Krotoszyn wurde im Jahre 1782 durch die preußische Krone beschlagnahmt und der Seehandlung als Schadensersatz zugeteilt. De jure war weiterhin ein Strohmann Eigentümer. Auf Stanisław Gadomski folgte Nathanael von Paulitz und zuletzt mit dem Vertrag vom 26. September 1786 der Hofgerichtsrat Adalbert Ludwig von Husarzewsk. Mit der dritten polnischen Teilung wurde 1793 Großpolen Teil Preußens und es wurden keine Strohmänner mehr benötigt. Danach wurde die Herrschaft in die Domänenämter Adelnau, Krotoszyn, Orpiszewo und Rozdrazewo aufgeteilt und vom preußischen Staat verwaltet. Von 1806 bis 1814 war das Gebiet Teil des Herzogtums Warschau, bevor es wieder an Preußen fiel.

## Fürstentum Krotoszyn
Im HRR verfügte Thurn und Taxis über das Postregal. Da dieses in den preußischen Provinzen rechts vom Rhein und Westfalen nicht wieder der Thurn-und-Taxis-Post übertragen wurde, einigten sich Preußen und Thurn und Taxis in einem am 4. Juni 1816 abgeschlossenen Vertrag auf eine jährliche Entschädigung in Höhe von 60.000 Talern. Diese wurde dahingehend geleistet, dass das Haus Thurn und Taxis am 1. Mai 1819 die Domänenämter Adelnau, Krotoszyn, Orpiszewo und Rozdrazewo als Mannlehen erhielt. Am 25. Mai 1819 wurden diese Amter zu einer Standesherrschaft mit dem Namen Fürstentum Krotoszyn erhoben. Fürst Karl Alexander von Thurn und Taxis trug seitdem zusätzlich den Titel eines Fürsten von Krotoszyn.
Als Standesherr hatte er eine Reihe von Rechten, darunter eine Virilstimme im Provinziallandtag der Provinz Posen und den Kreistagen der Kreise Krotoschin und Adelnau sowie die Patrimonialgerichtsbarkeit in den Gerichten im Fürstentum Krotoszyn.
Die Gerichtsbarkeit wurde 1834 an den preußischen Staat abgetreten, die meisten Vorrechte der Standesherren wurden nach der Märzrevolution 1848 abgeschafft. Mit der Preußischen Kreisordnung von 1872 wurden die Güter im Fürstentum Krotoszyn in Gutsbezirke umgewandelt, in denen der Eigentümer die Polizeigewalt innehatte.
Das Fürstentum Krotoszyn hatte insgesamt eine Größe von 25.316 Hektar und 37,11 Ar. Im Jahre 1822 erwarb Thurn und Taxis von Thomas von Gatkiewicz das Allodialgut Chwaliszewo für 85.000 Reichstaler und im Jahre 1823 vom bayerischen König Maximilian I. Joseph für 71.050 Reichstaler das Allodialgut Glogowo (poln. Głogowo). Eine Ausweitung der Gerichtsbarkeit des Fürstentums auf diese Neuerwerbungen wurde erst mit Beschluss des königlichen Justiz-Ministeriums vom 13. November 1833 genehmigt.

## Teilverkauf an die Ansiedlungskommission
In der Provinz Posen stieg der Anteil der Deutschen im Laufe des 19. Jahrhunderts an. Im Fürstentum Krotoszyn war dies in deutlich geringerem Maße zu beobachten: Die Pächter waren typischerweise, die Angestellten mehrheitlich Polen. Der Deutsche Ostmarkenverein, der sich zum Ziel gesetzt hatte, das Deutschtum in den slawisch besiedelten Gebieten zu fördern, plante 1895, Teile der Thurn und Taxischen Besitzungen zu erwerben, zu parzellieren und diese deutschen Siedlern anzubieten. Ab Herbst 1909 erfolgten Gespräche zwischen Landrat Konrad Hahn und dem Fürsten mit dem Ziel, Teile des Besitzes zu erwerben. Die Verhandlungen waren erfolgreich. Die Preußische Ansiedlungskommission erwarb 1913 insgesamt 1.482 ha an agrarwirtschaftlichen Fläche vom Fürsten Albert Maria Lamoral von Thurn und Taxis für 3.049.503,53 Mark.

## Abwicklung in der zweiten Polnischen Republik
Im Rahmen des Posener Aufstandes eroberten Polen am 1. Januar 1919 Krotoszyn. Das Gebiet des Fürstentums Krotoszyn gehörte dann zur zweiten Polnischen Republik. Diese Besitzungen von Thurn und Taxis wurden am 27. Juli 1919 der polnischen Zwangsverwaltung unterstellt. Die polnischen Behörden beriefen sich auf Artikels 256 des Friedensvertrages von Versailles. Danach wurde der Besitz der Reiches und auch der Privatbesitz von „anderen königlichen Personen“ enteignet und der „Wiedergutmachungsschuld“ gutgeschrieben. Das Haus Thurn und Taxis wurde als „andere königlichen Personen“ eingestuft. In den Folgejahren kam es zu einer Vielzahl von Gerichtsverfahren zwischen Thurn und Taxis und dem polnischen Staat. Aber auch ein Erfolg hierbei änderte nichts an der Verstaatlichung der Besitzungen. In mehreren Gesetzen wurde in der zweiten Polnischen Republik eine Bodenreform beschlossen, die den Großgrundbesitz enteignen und die Flächen Neubauern zuweisen sollte. Mit dem Enteignungsbeschluss des Liquidationskomitees in Posen vom 22. April 1927 wurde dies umgesetzt und die endgültige Übernahme der fürstlichen Besitzungen erfolgte durch Polen am 24. Juni 1927. Die fürstlichen Güter wurden der polnischen Staatlichen Agrarbank (poln. Bank Rolny) bzw. der Direktion der polnischen Staatsforsten (poln. Dyrekcja Lasów Państwowych) übergeben. Für diese Enteignungen erhielt Thurn und Taxis in den Jahren 1927 und 1929 eine Entschädigung, deren Höhe erneut Anlass zu Gerichtsverfahren gab. Die polnische Seite bewerte den Wert auf 1,35 Millionen US-Dollar, Thurn und Taxis beauftragte ein Sachverständigengutachten, welches den Wert mit 9,35 Millionen US-Dollar schätzte. Letztlich erhielt Thurn und Taxis 1.489.387 US-Dollar.